# Université de New York dans la culture populaire
 (avril 2014).
 (avril 2014).
Si vous disposez d'ouvrages ou d'articles de référence ou si vous connaissez des sites web de qualité traitant du thème abordé ici, merci de compléter l'article en donnant les références utiles à sa vérifiabilité et en les liant à la section « Notes et références ».

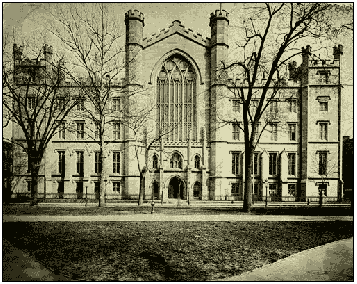
Façade de l'Université de New York vers 1835

L'Université de New York est souvent représentée dans la culture populaire, que ce soit dans la littérature, au cinéma ou à la télévision.

## Au cinéma
- Dans American Pie, Finch étudie à la NYU après être sorti du lycée.
- Le film Loser se déroule au sein de l'université.
- Les films Rose of Washington Square (1939) et 13 Washington Square (1928), réalisés par Melville W. Brown, sont centrés autour du campus de l'université.
- Dans Family Man, Nicolas Cage a étudié à l'université et a suivi une carrière dans la banque d'investissement.
- A Friend of Dorothy se déroule à l'université.
- Premiers pas dans la mafia (1990) se passe à l'Université de New York où Matthew Broderick relate l'histoire d'un étudiant en cinéma.
- Plusieurs scènes de L'Exorciste ont été tournées au Centre Médical de l'université.
- Le film Greenwich Village Writers : The Bohemian Legacy a été filmé à la NYU, où plusieurs professeurs y sont figurants.
- Dans En bonne compagnie (2004), Alex Foreman (Scarlett Johansson), étudiante à l'université, déménage de la résidence universitaire Hayden de Washington Square Park.
- Dans Mesure d'urgence (1996), le docteur Guy Luthan, incarné par Hugh Grant, est diplômé de l'école de médecine de l'université.
- Dans Road House (1989), Dalton est diplômé d'un doctorat de philosophie de l'université.
- Dans Serpico, l'histoire vraie de Frank Serpico, le personnage principal incarné par Al Pacino est l'un des étudiants de l'université.
- Dans Clueless, Cher donne un conseil à Josh : "J'ai entendu dire que les filles de l'Université de New York sont tout à fait quelconques."
- Dans Wall Street, Bud Fox, incarné par Charlie Sheen, est diplômé de la « NYU business school »".
- Dans Thumbsucker (2005) de Mike Mills, Justin Cobb postule en secret à l'université et y est admis.
- On retrouve également dans plusieurs autres films des étudiants de l'université : Alvy Singer dans Annie Hall (1977) de Woody Allen, David Kessler dans le Loup-garou de Londres (1981) de John Landis, Kaitlan dans All You've Got (2006) de Neema Barnette, Celine dans Before Sunset (2004) de Richard Linklater, Denis Fleming dans Can't Hardly Wait (1998).
- Le vieux campus de University Heights dans le Bronx est utilisé comme décors dans quelques scènes des films Le Sourire de Mona Lisa (2003), Coup de foudre à Manhattan (2002), Un homme d'exception (2001), Thomas Crown (1999) et Le choix de Sophie (1982).
- Dans Sexy Dance 3D (2010), Moose (Adam G. Sevani) et Camille (Alyson Stoner) sont étudiants de première année dans le campus autour de Washington Square.

## À la télévision
- Dans la série Will et Grace, Will Truman a fait ses études à la School of Law. Les bureaux d'aménagement d'intérieur de Grace Adler sont situés dans le Puck Building, qui héberge en réalité la Wagner School.
- Dans la série Friends, Ross Geller devient professeur à l'Université de New York dans la saison 6.
- Dans la série Seinfeld, Jerry Seinfeld est interviewé par un étudiant du journal de l'Université de New York, qui croit à tort qu'il est gay (saison 4 - épisode 56 - "En être ou ne pas en être)"). Cosmo Kramer loue les services de Darren, un interne de l'université, pour l'aider à diriger l'entreprise "Kramerica Industries" (saison 9 - épisode 156 - "La Voix").
- Dans la série Cosby Show, Theo Huxtable est diplômé de l'université dans le dernier épisode de la série.
- La série Felicity de la Warner Bross se déroule à l'université de New York.
- Le dernier épisode de la saison 3 de The Apprentice a été tourné au Skirball Center for the Performing Arts.
- Dans la série Docteur Doogie, Vinnie Delpio aspire à devenir réalisateur après avoir suivi le cursus de cinéma à Tisch School of the Arts.
- L'Université de New York apparaît dans de nombreux épisodes des Experts : Manhattan.
- Dans la troisième saison de la série Gossip Girl Dan Humphrey, Blair Waldorf et Vanessa Abrams font leurs études à NYU.

## Dans la littérature
- Dans la nouvelle d'Henry James, "Washington Square", l'action se déroule autour de l'université. Plusieurs adaptations à la télé et au cinéma ont été réalisées (1949, 1975, 1996).
- Dans la nouvelle "Quatre filles et un jean" (2002) d'Ann Brashares, Tibby est inscrit à l'universite.
- Dans la nouvelle policière "Entombed" (2005) de Linda Fairstein, il est fait référence à une société secrète fictive dénommée “les Corbeaux”, liée à Edgar Allan Poe.
- La nouvelle "Cecil Dreeme" (1861) de Theodore Winthrop se déroule dans l'ancien bâtiment principal de la NYU.
- Dans le livre "Gossip Girl" (2000) de Cecily von Ziegesar, le personnage de Vanessa Abrams a été accepté à la Tisch School of the Arts. (dans le livre, il est simplement fait mention de « l'école de cinéma de l'Université de New York »)
- Dans la série de livres "Fearless" de Francine Pascal, le personnage principal, Gaia Moore, tombe amoureux d'un étudiant de l'université.

## Autre
- Dans la comédie musicale de Jonathan Larson, Rent, l'un des personnages (Tom Collins) est professeur à l'université et un autre (Mark Cohen) y a fait des études de cinéma, en premier cycle.
- Dans la comédie musicale "Hair", le personnage de Shelia étudie à l'Université de New York.
- Dans la comédie de Broadway, "Avenue Q", la chanson "There is Life Outside Your Apartment" fait mention de l'université.
- Un bateau cargo de l'US Navy, le "NYU Victory", lancé le 16 mai 1945 est nommé en l'honneur de l'université.